# لارس كريستيانسن (كرة يد)
لارس كريستيانسن (بالدنماركية: Lars Christiansen) مواليد 18 أبريل 1972، هو لاعب كرة يد دانمركي معتزل لعب كجناح أيسر. مثل منتخب الدنمارك لكرة اليد في 338 مباراة. شارك في دورة الألعاب الأولمبية الصيفية سنة 2008. حقق المركز الأول في بطولة أوروبا لكرة اليد للرجال 2008.

## سجل المنافسة
شارك في البطولات التالية:
- بطولة أوروبا لكرة اليد للرجال 2012

## الإنجازات

### الأندية
- دوري أبطال أوروبا لكرة اليد:
  -  فضية: 2004، 2007
- الدوري الألماني لكرة اليد:
  -  ذهبية: 2004
- كأس أوروبا لكرة اليد:
  -  ذهبية: 1997
- كأس أبطال الكؤوس الأوروبية لكرة اليد:
  -  ذهبية: 2001
- الدوري الدنماركي لكرة اليد:
  -  ذهبية: 1993، 1994

### المنتخب
- بطولة العالم لكرة اليد للرجال:
  -  فضية: بطولة العالم لكرة اليد للرجال 2011
  -  برونزية: 2007
- بطولة أوروبا لكرة اليد للرجال:
  -  ذهبية: 2008، بطولة أوروبا لكرة اليد للرجال 2012
  -  برونزية: 2002، 2004، 2006
- هداف البطولة الأوروبية: بطولة أوروبا لكرة اليد للرجال 2008

## روابط خارجية
- لارس كريستيانسن على موقع الاتحاد الأوروبي لكرة اليد (الإنجليزية)
- لارس كريستيانسن على موقع اللجنة الأولمبية الدولية (الإنجليزية)
- لارس كريستيانسن على موقع أوليمبيديا (الإنجليزية)